# Fengshan (berg)
Fengshan (kinesiska: 丰山) är ett berg i Kina. Det ligger i provinsen Anhui, i den östra delen av landet, omkring 240 kilometer sydost om provinshuvudstaden Hefei. Toppen på Fengshan är 636 meter över havet, eller 401 meter över den omgivande terrängen. Bredden vid basen är 12,0 km.
Runt Fengshan är det ganska tätbefolkat, med 185 invånare per kvadratkilometer. Närmaste större samhälle är Haiyang, 17,8 km sydväst om Fengshan. Trakten runt Fengshan består till största delen av jordbruksmark.
Genomsnittlig årsnederbörd är 2 647 millimeter. Den regnigaste månaden är juni, med i genomsnitt 523 mm nederbörd, och den torraste är oktober, med 58 mm nederbörd.